# Cyrtodactylus murua
Cyrtodactylus murua är en ödleart som beskrevs av  Kraus och ALLISON 2006. Cyrtodactylus murua ingår i släktet Cyrtodactylus och familjen geckoödlor. Inga underarter finns listade i Catalogue of Life.